# Kathedrale von Lille

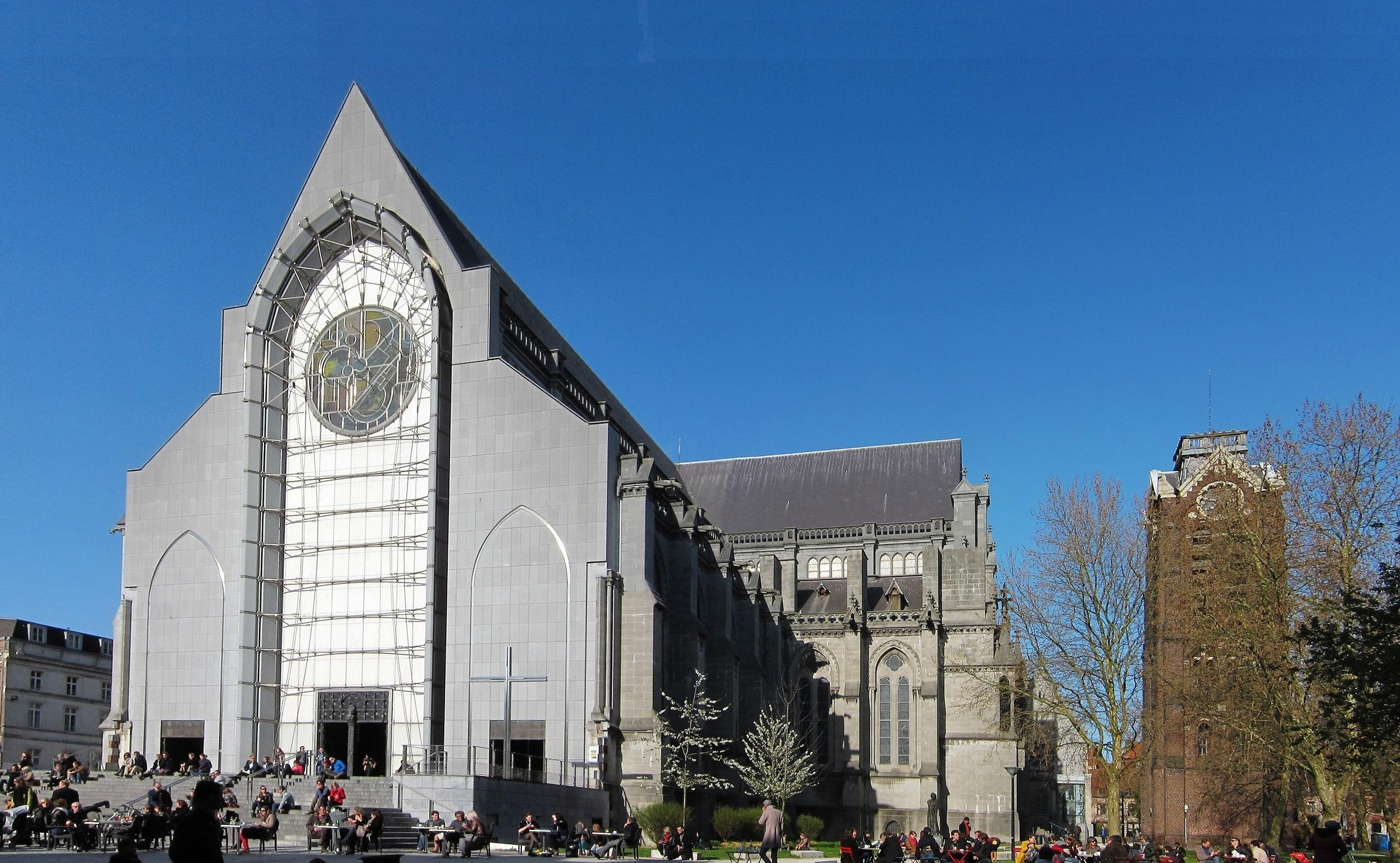
Kathedrale von Lille: Portalfassade (1999), südlicher Querhausarm, Glockenturm

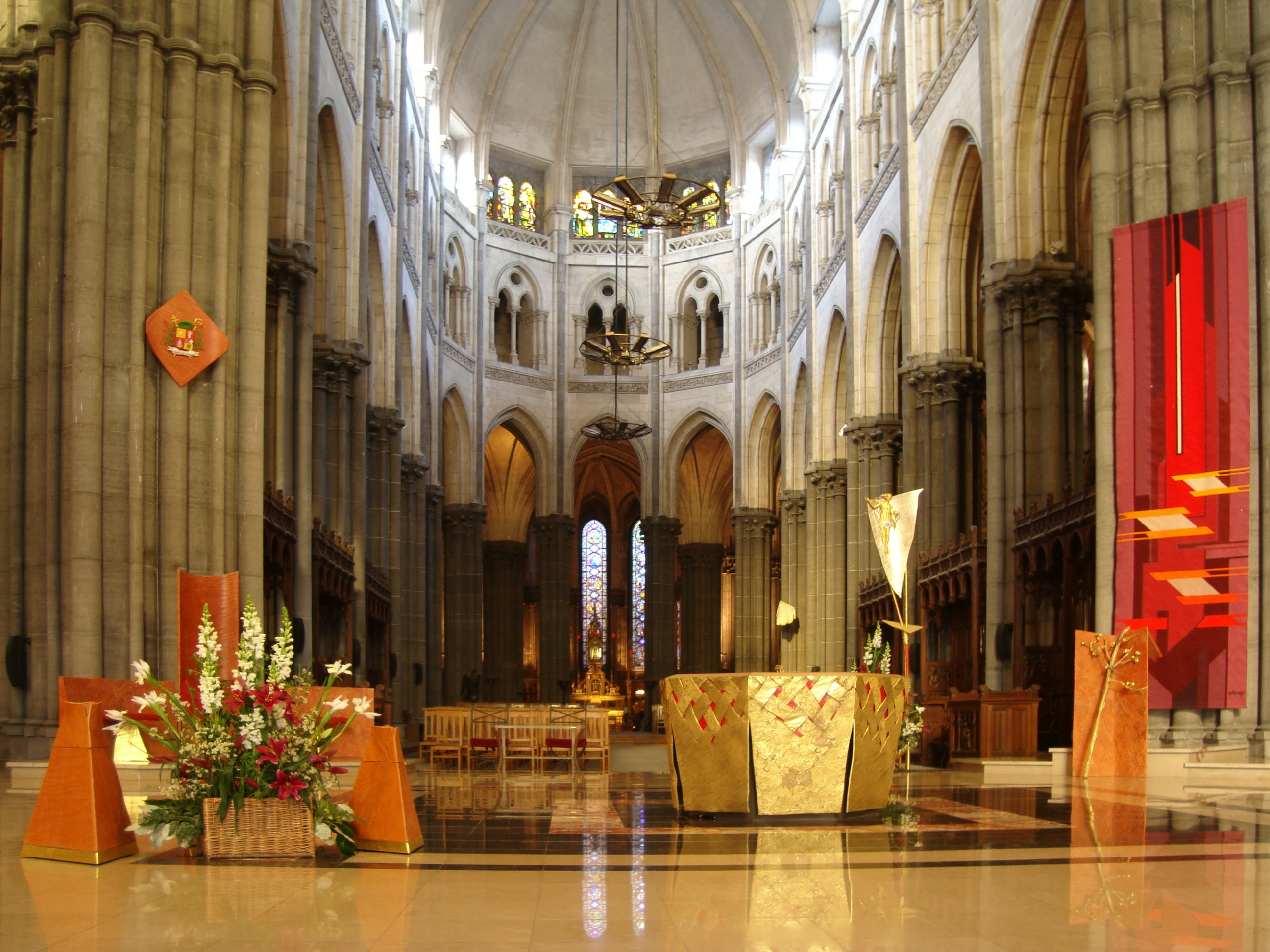
Altarinsel (Neugestaltung nach 2000) und Chor

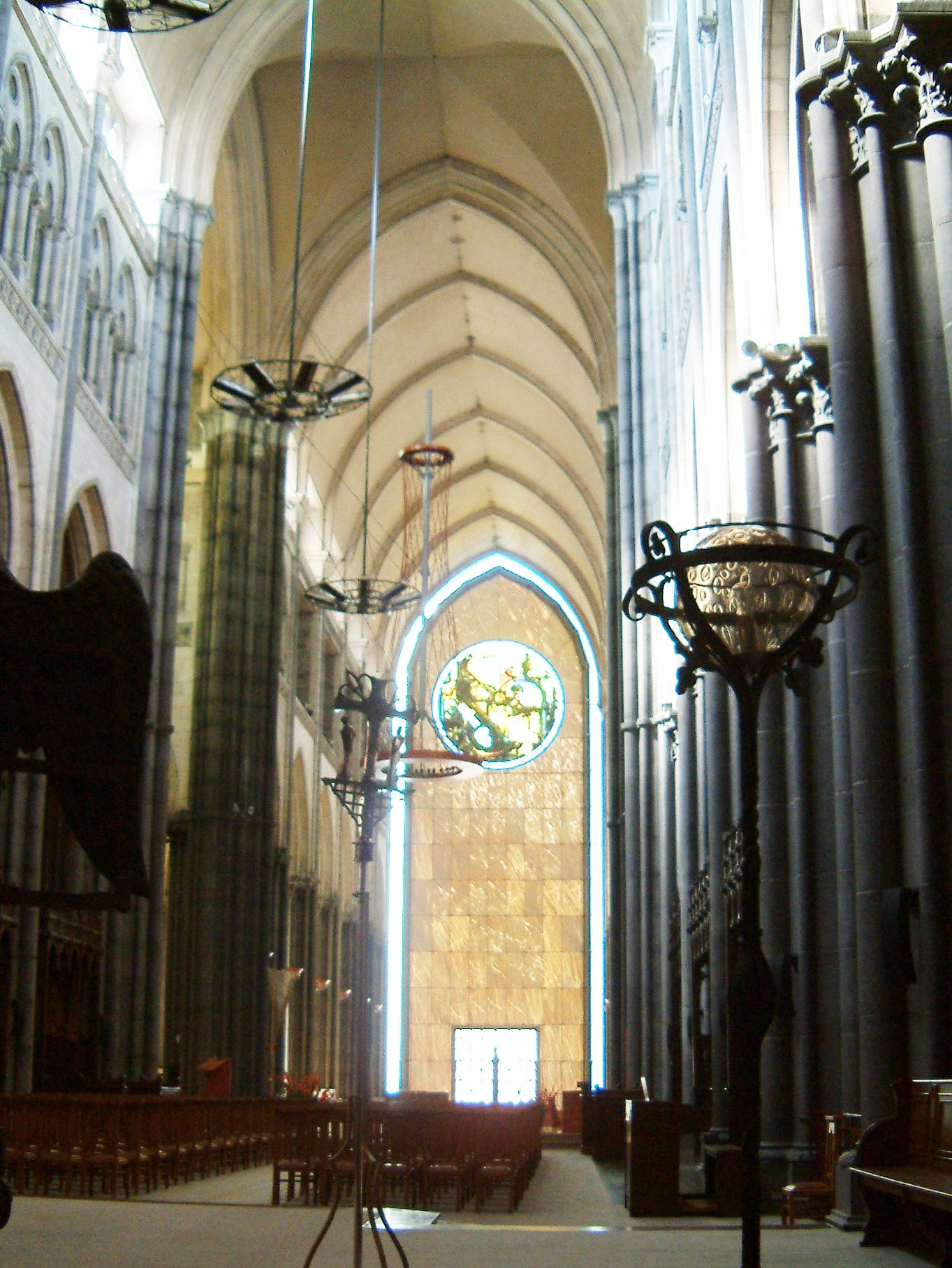
Inneres nach Westen

Die Kathedrale von Lille (Basilique-cathédrale Notre-Dame-de-la-Treille de Lille) ist die Bischofskirche des römisch-katholischen Erzbistums Lille in Lille, Region Hauts-de-France. Sie wurde 1854 im neugotischen Stil als monumentaler Schrein für das Gnadenbild Unserer Lieben Frau von Treille begonnen und 1999 mit der modernen Westfassade vollendet. Seit 1904 ist sie Basilica minor, seit 1913 Kathedrale des neu errichteten Bistums Lille. Mit diesem wurde sie 2008 zum Metropolitansitz erhoben.

## Marienbild
Das Gnadenbild Unserer Lieben Frau von Treille war eine Holzskulptur Marias mit dem Kind vom Ende des 12. Jahrhunderts, die seit Mitte des 13. Jahrhunderts in der Stiftskirche Saint-Pierre in Lille aufbewahrt und als wundertätig verehrt wurde. Ihr Fest am Sonntag nach Dreifaltigkeit wurde mit Wallfahrt, Prozession und Jahrmarkt begangen. Seit 1634 war Unsere Liebe Frau von Treille Stadtpatronin von Lille.
Bei der Zerstörung und Abtragung von Saint-Pierre im Verlauf der Französischen Revolution barg ein Stiftsgeistlicher die Statue. 1801 kam sie in die Kirche Sainte-Cathérine, wo sie zunächst unbeachtet blieb. Mit dem Renouveau catholique wurde auch die Verehrung Unserer Lieben Frau von Treille wiederbelebt, und Ende der 1840er Jahre fassten wohlhabende Bürger von Lille den Plan, der Stadtpatronin im historischen Stadtzentrum eine große Kirche im Stil der französischen Kathedralgotik zu bauen.
1874, zwanzig Jahre nach der Grundsteinlegung, wurde das Gnadenbild im fertiggestellten Chor der Kirche feierlich gekrönt.
Im Juli 1959 wurde das altverehrte Marienbild gestohlen. An seiner Stelle schuf Marie Madeleine Weerts eine Nachbildung.

## Kirche

### Baugeschichte und Architektur
Der Grundstein der Marienkirche von Lille wurde am 1. Juli 1854 gelegt, wenige Monate vor der Dogmatisierung der Unbefleckten Empfängnis Mariens. Das Projekt stieß mit seiner Größe an die Grenzen des Realisierbaren, was sich in der langen Bauzeit und im letztlich unvollendeten Zustand der Kirche widerspiegelt. Die Pläne für die gewaltige Basilika auf Kreuzgrundriss schuf Charles Leroy aus Lille.
Bis 1869 war der fünfjochige Umgangschor mit polygonaler Apsis fertiggestellt und wurde geweiht. 1874, anlässlich der Krönung des Marienbildes, wurde der Basilika ein großes Geläut gestiftet, für das eilig auf der Südseite ein freistehender dreigeschossiger Glockenturm gebaut wurde. Bei diesem Provisorium blieb es bis heute. Bis 1897 folgte die Chorscheitelkapelle, eine Saalkirche, danach bis 1908 die weiteren vier Oktogone des Kapellenkranzes. Vor Beginn des Ersten Weltkriegs konnte noch die Sakristei angefügt werden.
Im 20. Jahrhundert trieb Achille Kardinal Liénart, Bischof von Lille von 1928 bis 1968, den Bau maßgeblich voran.
Von 1922 bis 1938 wurde an den beiden dreischiffigen und dreijochigen Armen des Querhauses mit den großen, figurenreichen Portaltympana gebaut. Gleichzeitig wurde die Krypta vollendet, mit 2.500 m2 die größte Europas. 1941, im Zweiten Weltkrieg, begann der Bau des sechsjochigen Langhauses, das 1947 bis zur Höhe des Triforiums vollendet war. Zu diesem Zeitpunkt wurde ein Baustopp beschlossen und das Langhaus erhielt eine provisorische Westwand.
1953 fiel die Entscheidung, die Gewölbe niedriger und einfacher als geplant auszuführen. Dennoch dauerte ihre Fertigstellung bis 1974. 1991 schließlich wurde beschlossen, den provisorischen Westabschluss abzubrechen und statt der vorgesehenen neugotischen Westfassade mit Maßwerk-Rosette und zwei großen Türmen eine postmoderne, nur anspielungsweise gotisierende Schauseite mit Rundfenster zu errichten. Diese entstand bis 1999 als selbstständige Konstruktion aus überwiegend transparenten Materialien nach einem Entwurf von Peter Rice († 1992) und Pierre-Louis Carlier.

### Ausstattung
Die Marienbasilika von Lille hat die Raumwirkung einer hochgotischen Kathedrale. Mehrere Altäre und Skulpturen vor allem im älteren Ostteil des Bauwerks und in den Kapellen zeigen die Formen des Historismus. In bewusstem Kontrast dazu wurden die liturgischen Elemente der Altarinsel in der Vierung in den 2000er Jahren in starken Rot- und Goldtönen mit alttestamentlichen Motiven vollständig neu geschaffen. Die zahlreichen großflächigen Bleiglasfenster aus dem 19. und 20. Jahrhundert durchfluten den Raum mit farbigem Licht. Eine Sonderstellung hat das Rundfenster der Westfassade von Ladislas Kijno. Es verbindet heilsgeschichtliche mit weltgeschichtlicher und astrophysikalischer Symbolik.

### Orgel

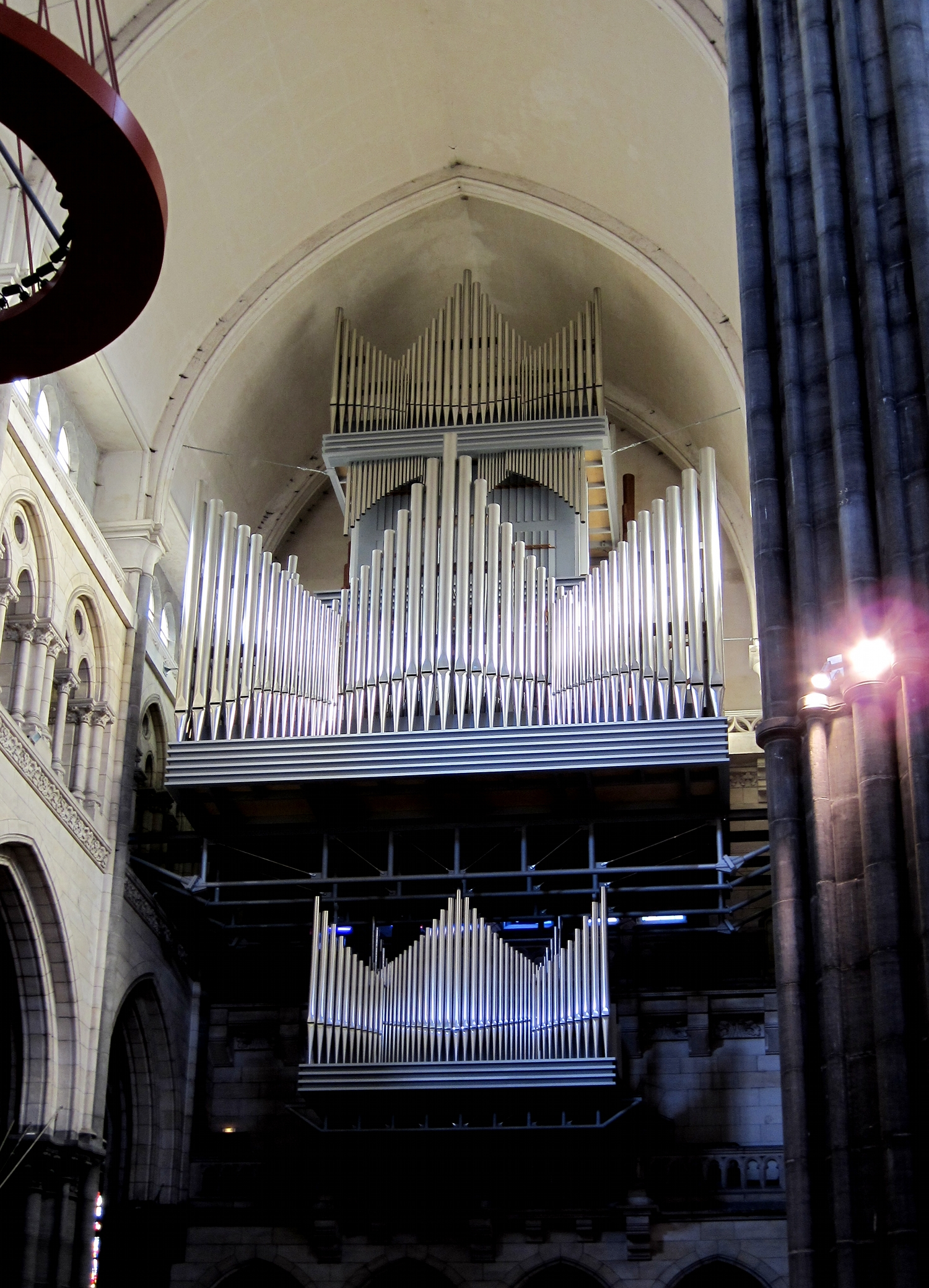
Blick auf die Orgel

Die Kathedrale besitzt eine große Danion-Gonzalez-Orgel mit 7600 Pfeifen in 102 Registern auf vier Manualen und Pedal. Sie wurde 1966 für Radio France gebaut und 2007/08 von der Firma Klais in der Kathedrale von Lille installiert. Die kleinere Chororgel ist ein Werk des berühmten Orgelbauers Aristide Cavaillé-Coll von 1869.
| Grand Orgue C–c4 |        |
| Montre           | 16′    |
| Bourdon          | 16′    |
| Flûte            | 8′     |
| Montre           | 8′     |
| Bourdon          | 8′     |
| Gros Nasard      | 5 1⁄3′ |
| Prestant         | 4′     |
| Flûte à chem.    | 4′     |
| Nasard           | 2 ⁄3′  |
| Grosse Tierce    | 3 1⁄5′ |
| Quinte           | 2′     |
| Doublette        | 2′     |
| Tierce           | 1 3⁄5′ |
| Cornet V         |        |
| Fourniture V     |        |
| Cymbale IV       |        |
| Bombarde         | 16′    |
| Trompette        | 8′     |
| Clairon          | 4′     |
| Chamade          | 8′     |
| Chamade          | 4′     |

| II Positif C–c4    |        |
| Flûte creuse       | 8′     |
| Montre             | 8′     |
| Bourdon            | 8′     |
| Salicional         | 8′     |
| Prestant           | 4′     |
| Flûte              | 4′     |
| Nasard             | 2 ⁄3′  |
| Doublette          | 2′     |
| Tierce             | 1 3⁄5′ |
| Larigot            | 1 ⁄3′  |
| Piccolo            | 1′     |
| Plein-jeu IV       |        |
| Cymbale-tierce III |        |
| Trompette          | 8′     |
| Cromorne           | 8′     |
| Clairon            | 4′     |

| III Récit expressif C–c4 |        |
| Quintaton                | 16′    |
| Flûte harm.              | 8′     |
| Flûte céleste            | 8′     |
| Principal                | 8′     |
| Gemshorn                 | 8′     |
| Gambe                    | 8′     |
| Voix céleste             | 8′     |
| Cor de nuit              | 8′     |
| Flûte octav.             | 4′     |
| Octave                   | 4′     |
| Cor de cham.             | 4′     |
| Nasard harm.             | 2 ⁄3′  |
| Octavin                  | 2′     |
| Principal                | 2′     |
| Tierce harm.             | 1 3⁄5′ |
| Piccolo                  | 1′     |
| Plein-jeu III-V          |        |
| Bombarde                 | 16′    |
| Trompette                | 8′     |
| Basson-Hautbois          | 8′     |
| Voix humaine             | 8′     |
| Clairon                  | 4′     |
| Trémolo                  |        |

| IV Écho/Solo C–c4 |        |
| Bourdon           | 16′    |
| Flûte harm.       | 8′     |
| Principal         | 8′     |
| Flûte à chem.     | 8′     |
| Quintaton         | 8′     |
| Flûte             | 4′     |
| Octave            | 4′     |
| Nazard            | 2 ⁄3′  |
| Flageolet         | 2′     |
| Tierce            | 1 3⁄5′ |
| Fourniture IV     |        |
| Cymbale II        |        |
| Ranquette         | 16′    |
| Régale            | 8′     |
| Clarinette        | 8′     |
| Chalumeau         | 4′     |

| Pédale C–g3   |         |
| Principal     | 32′     |
| Soubasse      | 32′     |
| Flûte         | 16′     |
| Principal     | 16′     |
| Soubasse      | 16′     |
| Grande quinte | 10 2⁄3′ |
| Flûte         | 8′      |
| Principal     | 8′      |
| Bourdon       | 8′      |
| Grande Tierce | 6 2⁄5′  |
| Quinte        | 5 1⁄3′  |
| Flûte         | 4′      |
| Principal     | 4′      |
| Principal     | 2′      |
| Mixture V     |         |
| Bombarde      | 32′     |
| Bombarde      | 16′     |
| Basson        | 16′     |
| Trompette     | 8′      |
| Basson        | 8'      |
| Clairon       | 4′      |
| Basson        | 4′      |
| Clairon       | 2′      |

- Koppeln: II/I, III/I, IV/II, III/II, IV/II, IV/III (auch als Sub- und Superoktavkoppeln), I/P, II/P, III/P, IV/P (auch als Superoktavkoppel)